# Juror No. 2
Juror #2 is een Amerikaanse juridische thriller uit 2024, geregisseerd door Clint Eastwood en geschreven door Jonathan Abrams. De hoofdrollen worden gespeeld door Nicholas Hoult, Toni Collette, J.K. Simmons en Kiefer Sutherland.
Juror #2 beleefde zijn wereldpremière op AFI Fest op 27 oktober 2024 en staat gepland voor een release in de Verenigde Staten door Warner Bros. Pictures op 1 november 2024. In België verscheen de film op 30 oktober 2024 in de zalen.

## Verhaal
Familieman Justin Kemp treedt als jurylid op in een spraakmakende moordzaak, maar hij worstelt met een ernstig moreel dilemma. Hij zou dit dilemma kunnen gebruiken om het oordeel van de jury te beïnvloeden en mogelijk de beschuldigde moordenaar te laten veroordelen of vrij te laten.

## Rolverdeling
- Nicholas Hoult als Justin Kemp
- Toni Collette als Faith Killebrew
- Chris Messina als Eric Resnik
- Zoey Deutch als Allison "Ally" Crewson
- Kiefer Sutherland als Larry Lasker
- Gabriel Basso als James Michael Sythe
- Francesca Eastwood als Kendall Carter
- J.K. Simmons als Harold
- Leslie Bibb als Denice Aldworth
- Cedric Yarbrough als Marcus
- Adrienne C. Moore als Yolanda
- Chikako Fukuyama als Keiko
- Amy Aquino als Judge Thelma Hollub

## Productie
In april 2023 werd aangekondigd dat Clint Eastwood het project als zijn volgende film had vastgelegd, met Nicholas Hoult en Toni Collette in onderhandeling om de hoofdrollen te spelen. 
Voor Collette en Hoult is het hun hereniging op het grote scherm, 22 jaar nadat ze moeder en zoon speelden in About a Boy (2002). Voor Deutch en Hoult is het de tweede keer dat ze op het scherm te zien zijn, na hun samenwerking aan de film Rebel in the Rye (2017).
De productie begon in juni 2023, met filmlocaties als Savannah, Georgia en Los Angeles, tot de productie in juli werd opgeschort vanwege de staking van SAG-AFTRA in 2023. De productie werd in november hervat na afloop van de staking.
In september 2024 had Mark Mancina de muziek voor de film gecomponeerd.

## Release
Juror #2 ging op 27 oktober 2024 in première als slotfilm van de 38e editie van het filmfestival AFI Fest; het evenement zet een langdurige relatie voort tussen Eastwood en het American Film Institute (AFI), dat eerder de wereldpremières van American Sniper (2014), J. Edgar (2011) en Richard Jewell (2019) op het festival bracht. 
Oorspronkelijk zou de film op Max worden uitgebracht, maar Warner Bros. Pictures bracht hem op 1 november 2024 in een beperkt aantal bioscopen uit. Warner Bros. zal naar verwachting geen box office-resultaten bekendmaken, aangezien de film in minder dan 50 bioscopen uitkomt. Het besluit om een Eastwood-film een beperkte release te geven, werd door Variety omschreven als "een vreemde aanpak voor een filmmaker die nog steeds commercieel aantrekkelijk is". Variety verwees daarbij naar de successen van American Sniper, Sully (2016) en The Mule (2018) en het feit dat Eastwood al meer dan 50 jaar films voor de studio maakte. 

## Ontvangst
Op de recensiewebsite Rotten Tomatoes was 92% van de recensies positief, met een gemiddelde score van 6,5/10, gebaseerd op 17 beoordelingen. Metacritic, dat een gewogen gemiddelde gebruikt, kende de film een score van 75 op 100 toe, gebaseerd op 4 recensies.